# Werner Schulz-Wittan
Werner Schulz-Wittan (14 de mayo de 1907 - 30 de noviembre de 1969) fue un actor y director de nacionalidad alemana.

## Biografía
Nacido en Finsterwalde, Alemania, Werner Schulz-Wittan fue uno de los primeros actores veteranos en unirse al Deutsches Theater-Institut de Weimar. Además, y bajo la dirección de Maxim Vallentin, desde 1952 trabajó en el Teatro Maxim Gorki de Berlín como director y actor. A partir de 1960 y hasta su muerte, formó parte del Teatro Volksbühne de Berlín. 
Además de su trabajo teatral, fue director y actor televisivo, participando en producciones de Deutscher Fernsehfunk y de la Deutsche Film AG.
Fue también actor de voz, doblando a los actores Jean Gabin y Jochen Thomas.
Werner Schulz-Wittan falleció en Berlín en el año 1969. Había estado casado con la actriz Dorothea Volk.

## Filmografía (selección)
- 1960 : Einer von uns
- 1961 : Das Rabauken-Kabarett
- 1962 : Die letzte Chance (telefilm)
- 1965 : Chronik eines Mordes
- 1965 : Engel im Fegefeuer
- 1965 : Solange Leben in mir ist
- 1970 : Aus unserer Zeit (episodio 2)

## Teatro

### Director
- 1952 : Miroslav Stehlik a partir de Antón Makárenko: Der Weg ins Leben, dirección con Achim Hübner (Teatro Maxim Gorki)
- 1953 : Iwan Popow: Die Familie (Teatro Maxim Gorki)
- 1954 : Gerhart Hauptmann: Der Biberpelz (Teatro Maxim Gorki)
- 1956 : Henrik Ibsen: Espectros (Teatro Maxim Gorki)
- 1957 : Miroslav Stehlik: Bauernliebe (Teatro Maxim Gorki)
- 1957 : Leonid Rachmanow: Stürmischer Lebensabend (Teatro Maxim Gorki)
- 1958 : Eduardo De Filippo: Lügen haben lange Beine (Teatro Maxim Gorki)
- 1959 : Aleksandr Ostrovski: Diebe und Liebe (Teatro Maxim Gorki)
- 1963 : Musik und Dichtung der Gegenwart. Sowjetunion (Volksbühne)

### Actor
- 1951 : Anatolij Surow: Das grüne Signal, dirección de Achim Hübner/Maxim Vallentin (Deutsches Theater-Institut de Weimar)
- 1952 : Boris Lawrenjow: Für die auf See, dirección de Maxim Vallentin (Teatro Maxim Gorki)
- 1953 : Julius Hay: Energie, dirección de Otto Lang (Teatro Maxim Gorki)
- 1953 : Anatolij Surow: Das grüne Signal, dirección de Maxim Vallentin (Teatro Maxim Gorki)
- 1954 : Máximo Gorki: Dostigajew und andere, dirección de Maxim Vallentin (Teatro Maxim Gorki)
- 1955 : Friedrich Wolf: Das Schiff auf der Donau, dirección de Maxim Vallentin (Teatro Maxim Gorki)
- 1955 : Friedrich Schiller: Los bandidos, dirección de Maxim Vallentin (Teatro Maxim Gorki)
- 1956 : Josef Kajetán Tyl: Das starrsinnige Weib, dirección de Karel Palous (Teatro Maxim Gorki)
- 1956 : Alexander Kornejtschuk: Vertrauen, dirección de Maxim Vallentin (Teatro Maxim Gorki)
- 1957 : Gert Weymann: Generationen, dirección de Gert Beinemann (Teatro Maxim Gorki)
- 1958 : Hans Lucke: Kaution, dirección de Erich-Alexander Winds (Teatro Maxim Gorki)
- 1960 : Carl Sternheim: Der Kandidat, dirección de Fritz Wisten (Volksbühne)
- 1961 : Friedrich Wolf: Beaumarchais oder Die Geburt des Figaro, dirección de Rudi Kurz (Volksbühne)
- 1961 : Eurípides: Las troyanas, dirección de Fritz Wisten (Volksbühne)
- 1961 : Robert Adolf Stemmle/Erich Engel: Affäre Blum, dirección de Hagen Mueller-Stahl (Volksbühne)
- 1962 : Gerhart Hauptmann: Florian Geyer, dirección de Wolfgang Heinz (Volksbühne)
- 1963 : Carl Zuckmayer: Der Hauptmann von Köpenick, dirección de Hannes Fischer (Volksbühne)
- 1963 : Hans Lucke: Satanische Komödie, dirección de Lothar Bellag (Volksbühne)
- 1964 : J. B. Priestley: Die skandalöse Affäre von Mr. Kettle und Mrs. Moon, dirección de Hans-Joachim Martens (Volksbühne)
- 1967 : Helmut Baierl: Mysterium Buffo, dirección de Wolfgang Pintzka (Volksbühne)
- 1967 : Friedrich Schiller: Kabale und Liebe, dirección de Hans-Joachim Martens (Volksbühne)
- 1968 : Armand Gatti: V wie Vietnam, dirección de Hans-Joachim Martens/ Wolfgang Pintzka (Volksbühne)
- 1969 : William Shakespeare: Troilo y Crésida, dirección de Hannes Fischer (Volksbühne)

## Radio
- 1955 : A. G. Petermann: Die Premiere fällt aus, dirección de Herwart Grosse (Rundfunk der DDR)
- 1959 : Friedrich Karl Kaul/Walter Jupé: Alles beim alten, dirección de Gert Beinemann (Rundfunk der DDR)
- 1962 : Mark Twain: Tom Sawyers großes Abenteuer, dirección de Karl-Heinz Möbius (Litera)
- 1963 : Yuri Olesha: Das Märchen von Kaspar Arneri und der wundersamen Puppe, dirección de Flora Hoffmann (Rundfunk der DDR)
- 1964 : Eva Janikovsky: Das Vehikel, dirección de Maritta Hübner (Rundfunk der DDR)
- 1964 : Alexander Jesch: Vom Schmied und seinen drei Söhnen, dirección de Manfred Täubert (Rundfunk der DDR)
- 1967 : Paul Everac: Die unsichtbare Stafette, dirección de Fritz Göhler (Rundfunk der DDR)
- 1967 : Gerhard Stübe: John Reed, dirección de Fritz Göhler (Rundfunk der DDR)
- 1968 : Lion Feuchtwanger: Der Auftrag der Jeanne Dunois, dirección de Detlef Kurzweg (Rundfunk der DDR)
- 1968 : Erich Schlossarek: Risiko, dirección de Fritz Göhler (Rundfunk der DDR)
- 1968 : Horst-Ulrich Semmler: Gesucht wird – Ines Armand, dirección de Detlef Kurzweg (Rundfunk der DDR)